# Matachel
Matachel – rzeka w hiszpańskiej wspólnocie autonomicznej Estremadura, w prowincji Badajoz o długości 124 km. Jest lewym dopływem Gwadiany. Głównymi dopływami Matachel są Bonhabal, San Juan i Usagre. Dorzecze rzeki zajmuje powierzchnię 2546 km². Uśredniona wysokość rzeki to 223 m n.p.m. Na rzece znajduje się zbiornik retencyjny Alange.